# Architecture Model Workshop
Architecture Model Workshopは、建築模型のアトリエ、ギャラリー、工房が一体となった施設。
施設内には、建築模型を修復できるスペースや模型が飾られている。
一角には建築倉庫ミュージアムのミュージアムショップも併設されている。

## 概要
2016年12月12日、天王洲にオープン。施設内には工房長として模型職人の ジョゼフ・キャヌイ が常駐し、建築模型の制作や修復などを行っており、 普段なかなか目にする機会のない建築デザインの制作プロセスと建築模型制作の現場を誰でも見学することができる施設。 また、この施設を運営する株式会社アトリエ長谷川匠の模型室として機能しており、常駐している建築家の長谷川匠に 直接仕事の依頼や相談をすることもできる。 工房では、建築模型の受注制作のほか、人型シルエットなどのオリジナル商品の販売も行なっている。 また、自分を撮影してもらい、その場でオリジナルシルエットプレートを特注で作ってくれるオプションもある。 

## 空間
この施設の空間はフランス、パリの建築家レンゾ・ピアノが主宰するレンゾ・ピアノビルディングワークショップの道沿いに開けたガラス張りの模型室から着想を得ている。町の人々が行き交う通りで建築家の仕事を人々が間近で見て感じることができるような空間づくりに共感し、構想された 背景を持つ。
工房で模型制作の作業をする際に実際に使っているという模型用の道具がきれいに吊り下げられたツールウォールがある。また、工房内の天王洲エリアの巨大ジオラマや、著名建築家の写真資料、 著名建築家の直筆サインなどもある。

## イベント
年に4回ある天王洲キャナルフェスで模型制作を体験できるワークショップも行っている。
2018年より、施設内において建築倉庫ミュージアムの教育カリキュラムとして全 8 回のレクチャーが行われる予定。 

## 開館情報
- 営業時間　11：00～19：00
- 定休日 日曜・月曜・祝祭日